# Bălțați, Ialoveni
Bălțați este un sat din cadrul comunei Țipala din raionul Ialoveni, Republica Moldova.

## Demografie

### Structura etnică
Structura etnică a localității conform recensământului populației din 2004:
| Grup etnic                                               | Populație | % Procentaj  |
| -------------------------------------------------------- | --------- | ------------ |
| Băștinași declarați Moldoveni Băștinași declarați Români | 438 2     | 99,10% 0,45% |
| Ruși                                                     | 1         | 0,23%        |
| Ucraineni                                                | 1         | 0,23%        |
| Total                                                    | 442       |              |